# マリオ・ソルダーティ
マリオ・ソルダーティ（Mario Soldati、1906年11月17日 - 1999年6月19日）は、イタリアの小説家、映画監督、脚本家。トリノ生まれ。
1929年、短編集『サルマーチェ』（Salmace）で小説家デビュー。1954年には長編小説『偽られた抱擁』（Le lettere da Capri）でイタリア最高の文学賞であるストレーガ賞を受賞している。
その作品はイギリスのロバート・ルイス・スティーヴンソンやヘンリー・ジェイムズの影響が指摘されている。

## 受賞歴
- ストレーガ賞 1954年 Le lettere da Capri
- カンピエッロ賞 1970年 L'attore
- バグッダ賞 1976年 Lo specchio inclinato

## 日本語訳作品
長編
- 偽られた抱擁 （訳：清水三郎治、1959年、講談社）（Le lettere da Capri (1954)）
  - 1954年、ストレーガ賞受賞。原題の直訳は『カプリからの手紙』。

中短編
- 窓 - 現代推理小説全集第14巻『牝狼／窓』（1957年、東京創元社）に収録、訳：飯島正 (La finestra (1950))
  - 『牝狼』はボアロー&ナルスジャックの作品
- 雪の上の足跡 - 『現代イタリア短編選集』（1972年、白水社）に収録、訳：大久保昭男 (I passi sulla neve (1962))